# ハインリヒ・シャイデマン

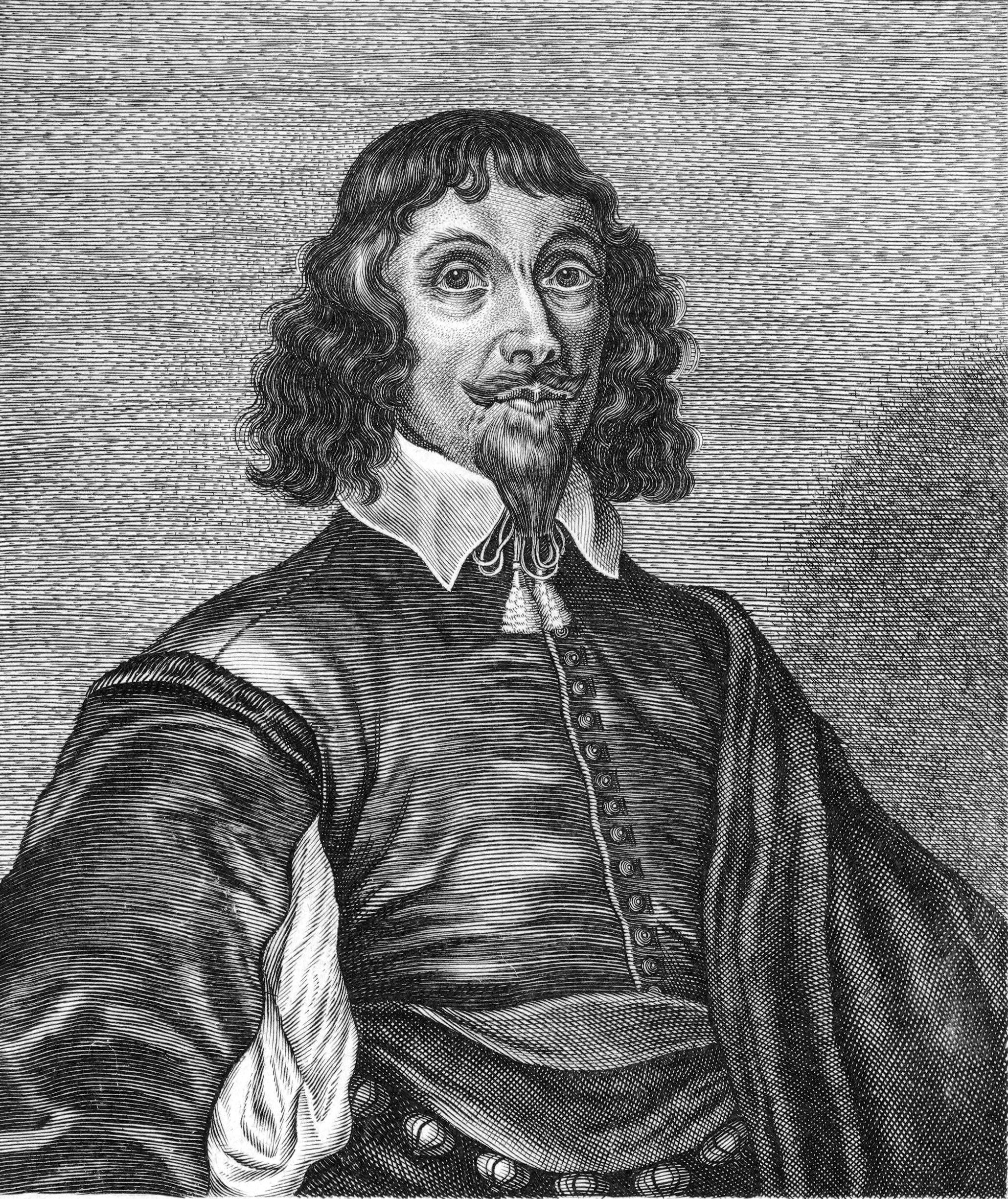
ハインリヒ・シャイデマン

ハインリヒ・シャイデマン（Heinrich Scheidemann, 1595年頃 - 1663年）は、ドイツのオルガニスト、作曲家。17世紀半ばの北ドイツで最も有名なオルガンの作曲家であり、ディートリヒ・ブクステフーデやJ・S・バッハの重要な先駆者である。

## 生涯
シャイデマンはホルシュタインのヴェールデンに生まれた。彼の父はヴェールデンとハンブルクのオルガニストであり、おそらくは幼少時に父から指導を受けたであろう。シャイデマンは1611年から1614年にかけてスウェーリンクの下で学んだ。シャイデマンは間違いなくスウェーリンクの愛弟子の一人であり、スウェーリンクはシャイデマンが学習を終えてドイツに帰る前にモテットを献呈している。1629年まで（さらに前かもしれない）には、シャイデマンはハンブルクのカタリーナ教会のオルガニストを務めており、彼が1663年初頭に伝染病で亡くなるまでの間、30年以上にわたってその地位にあった。

## 音楽と影響
シャイデマンが著名なオルガニスト・作曲家であったことは、彼の作品が幅広く広まっていることで証明される。シャイデマンによるオルガン音楽は、同時期のどの作曲家の作品よりも多くが現存しているのである。プレトリウス、シュッツ、シャイト、シャインといった初期バロックのドイツ人作曲家たちが当時最新のジャンルや様式のほぼ全てに対して作品を作っていたのとは異なり、シャイデマンはほぼ完全にオルガン音楽しか作らなかった。少量の歌曲や、チェンバロの小品が現存しているが、それらは多彩なオルガン音楽の作品群と比べるとごく矮小なものである。
シャイデマンのオルガン作品やバロック音楽一般に対する永続的な貢献としてはコラールの作曲があり、その内容は主に3つのタイプに分けられる。コラール前奏曲の初期の形態である定旋律形式の作曲、当時流行だったモノディー形式（通奏低音つきの単声）を模倣したオルガン独奏のためのモノディー形式の作曲、そしてもう1つは精巧なコラール幻想曲で、これはスウェーリンクの鍵盤楽器用形式をもとにしているが、当時発展していたドイツのバロック・オルガンの要素を最大限に用いたものである。コラールの作曲に加えて、シャイデマンはマニフィカトの作曲も行っている。これは複合形式だけでなく、以降19世紀に至るまで勢力を取り戻すことのなかった技術である循環形式を用いているのが特徴である。

## 参考書籍（英語）
- Article "Heinrich Scheidemann, in The New Grove Dictionary of Music and Musicians, ed. Stanley Sadie.  20 vol.  London, Macmillan Publishers Ltd., 1980.  ISBN 1561591742
- Manfred Bukofzer, Music in the Baroque Era.  New York, W.W. Norton & Co., 1947.  ISBN 0393097455
- Pieter Dirksen, Heinrich Scheidemann's Keyboard Music. Its Transmission, Style and Chronology, Ashgate, Aldershot, 2007. ISBN 978-0-7546-5441-4